# Zeta Delphini
Désignations
Zeta Delphini (ζ Delphini / ζ Del) est un système binaire de la constellation boréale du Dauphin. Sa magnitude apparente est de 4,65 et il est constitué d'une étoile blanche de la séquence principale ainsi que d'une naine brune localisée à 13 secondes d'arc d'elle. D'après la mesure de sa parallaxe annuelle par le satellite Gaia, le système est distant d'environ 67 pc (∼219 al) de la Terre. Il s'en rapproche à une vitesse radiale héliocentrique de −28 km/s.
Sa composante primaire, désignée Zeta Delphini A, est une étoile blanche de la séquence principale de type spectral A3Va. Elle est environ 2,5 fois plus massive que le Soleil et elle est âgée d'environ 500 millions d'années. Elle est environ 49 fois plus lumineuse que le Soleil.
Son compagnon, Zeta Delphini B, est une naine brune découverte en 2014. Elle est localisée à plus de 13″ de l'étoile primaire, ce qui, considérant la distance du système, correspond à une séparation physique d'au moins 910 ua. C'est une naine brune de type spectral L5 (mais qui pourrait être de type L3 à L7), et sa masse est estimée valoir 55 MJ.